# Kavadi järv
Kavadi järv (Kavadisjön) är en sjö i Estland. Den ligger vid byn Uue Saaluse i Haanja kommun i landskapet Võrumaa, i den södra delen av landet, 230 km sydost om huvudstaden Tallinn. 
Kavadi järv ligger 211 meter över havet. Arean är 0,3 kvadratkilometer, exklusive de mindre öarna Hõdsosaar, Väike Hõdsosaar och Lehesaar. En liten sjö, Alajärv (6,3 hektar), ligger 150 meter åt nordöst och är förbunden med Kavadi järv genom en å. Kavadi järv avvattnas av floden Iskna jõgi som är ett sydligt biflöde till Võhandu jõgi.  